# Ősapay György
Ősapay György (Budapest, 1950 –) magyar kémikus, gyógyszerkutató, a Magyar Tudományos Akadémia doktora. Jelenlegi kiemelt kutatási területe a népszaporulat kérdése, a meddőségi problémák elemzése, korrigálási lehetőségeinek kutatása, terjesztése. Férfimeddőség kezelésére bevezette Magyarországon az amerikai Ferulant készítményt, nőknek a fogamzás segítésére az Ovant terméket. Munkássága során gyógyhatású anyagok (peptidek, proteinek) biológiai hatás-szerkezet kutatásával foglalkozott. Jelenleg olyan mikroelem-vitamin-fitokemikáliakombinációs készítmények fejlesztése, élettani hatásának vizsgálata a célja, amelyek humán felhasználásra alkalmazhatók. 1988-tól munkájának jelentős hányadát az Amerikai Egyesült Államokban végzi.

## Életpályája
Tanulmányait a budapesti Eötvös Loránd Tudományegyetem Természettudományi Karának vegyész szakán végezte, ahol 1973-ban szerzett diplomát. Gyógyszerészi tanulmányait a SOTE Gyógyszerésztudományi Karán végezte 1977-ig. 1980-ban védte meg egyetemi doktori disszertációját az Eötvös Loránd Tudományegyetemen kémiából Kajtár Márton és Bruckner Győző professzornak az anthrax, a lépfene betegséget okozó baktérium kutatásaihoz kapcsolódó témában.
Érdeklődése ekkor fordult a gyógyítás, a gyógyszerkutatás felé. 1980-tól a CHINOIN Gyógyszer- és Vegyészeti Termékek Gyára Zrt. Kutatójaként új fájdalomcsillapítású és vérnyomáscsökkentést eredményező foszfonoacetil-amino savak gyógyszerré fejlesztésén munkálkodott. 1988-ban az Egyesült Államokba utazott Prof. Thomas Kaiser meghívására a New York-i Rockefeller University-re, ahol laktám-hidas apolipoprotein modell-peptidek szintézise és fiziko-kémiai vizsgálatai során szorosabb munkakapcsolatba került a Nobel-díjas Bruce Merrifield professzorral.
1990-től 1995-ig a University of California San Diego kémiai és biokémiai laboratóriumaiban dr. Murray Goodman opioid kutatásaiba kapcsolódott be lantionin peptidek szintézisének kidolgozásával. 1995-től 2009-ig a University of California Irvine Medical School oktatójaként és kutatójaként dolgozott. Egyetemi hallgatók kutatólaboratóriumi vezetésében és doktoranduszok oktatásában vett részt, kutatási területe a természetes antibiotikus hatású ciklopeptidek szintézisét és vizsgálatait ölelte fel.
A Magyar Tudományos Akadémia doktora címet 1996-ban szerezte meg.
2002-től az amerikai és magyar bejegyzésű Pharmaforte Kft./Pharmafort Inc. cég ügyvezető és kutatási igazgatója.

## Munkássága
Tudományos kutatásai a peptidkémián belül új szintetikus eljárások kidolgozására, alkalmazására irányult, amelyekkel új farmakológiailag aktív, gyógyhatású vegyületek előállítása és vizsgálata vált lehetővé.
Chinoinban végzett munkássága során foszfonoacetil-peptidek molekulamodellezését használta az ACE és a humán szénsavanhidráz enzimekterápiás gátlásának céljára. A tervezett molekulák szintézisét követően a készítmények hatásosságát állatkísérletekben tanulmányozta, hatás-szerkezet összefüggésüket elemezte.
A The Rockefeller University kutatójaként új szintetikus technikát dolgozott ki ciklikus polipeptidek előállítására, peptideknek oxim-gyantán történő (PCOR) módszerével. A PCOR technikával megoldotta az i, i+4 laktám-hidakkal stabilizáltmodell-polipeptidek szintézisét, dr. Arthur Felix kutatócsoportjának hasonló munkásságával egyidőben. Előállította az apolipoprotein 21-28 aminosav-tartalmú alfa-helikálislaktám-hidakkal stabilizált modell-polipeptidjét membránréteg fiziko-kémiai vizsgálatának céljára.
A UCSD-n diszulfid-hidas opioidok lantionin-analógjainak (monoszulfid, azaz lantionin-hidas struktúrák) előállítására új, szabadalmaztatott szintetikus eljárást dolgozott ki. A módszerrel számos lantionin-peptid: enkefalin-, dermorfin- és szomatosztatin-származék előállítására került sor, amelyeket hatás-szerkezet vizsgálatának vetettek alá. A kutatási eredményekből több tudományos cikk, előadás és két szabadalom született.
A UCI patológiai kutatásában természetes eredetű antibiotikum (defenzinek) kutatásába kapcsolódott be. A rézuszmajom véréből kinyert antibiotikus hatóanyag ciklikus struktúrájának meghatározása után PCOR technikával megoldotta sztereoszelektív peptidszintézisét. A készítmény klinikai kutatásai jelentős szepszis elleni hatást mutatnak.
A Pharmaforte Kft. kutatás-fejlesztési igazgatójaként amerikai klinikai kutatások eredményeiből olyan természetes hatóanyagokat tartalmazó készítmények fejlesztését és orvosi vizsgálatát kezdeményezte, amelyből 20 saját fejlesztésű készítmény került Magyarországon gyógyszertári forgalomba. A férfi, női meddőséggel népszaporulati ptoblémaként kezdett foglalkozni. A D-W Corp. kaliforniai céggel kooperálva kifejlesztett/továbbfejlesztett és Magyarországon bevezetett 2 fogamzást elősegítő terméket. (Ovant a nőknek, Ferulant a férfiaknak) Utóbbi amerikai klinikai kísérletek után idehaza továbbfejlesztve OGYI engedéllyel, mint gyógyszernek nem minősülő gyógyhatású készítmény került forgalomba.
Dr. Ősapay György cége több hazai alapítványt, jótékonysági rendezvényt, könyvkiadást is támogat.[forrás?] Hazai oktatói munkája során előadásaival a gyógyszerészeket, védőnőket, szülésznőket, szülész-nőgyőgyász orvosokat éri el és továbbadja számukra a meddőség és terhesség terén szerzett amerikai tapasztalatait, összegyűjtött szakmai ismereteit. Ugyancsak aktív a magyar sajtóban, rendszeresen szólal meg szakértőként a meddőség témakörében.

## Családja
Családjában több generációban gyógyszerészek és tanárok váltakoztak. Nős, felesége, dr. Balogh Klára elméleti szerveskémikus, matematikus, kandidátus. Fia, Ősapay Péter Lajos (1977) diplomás komputer- és marketingszakember, lánya, Ősapay Imola Kinga (1982) orvos. Hat unokájuk van.

## Főbb publikációi
- Stress and fertility. Orv Hetil. 156(35), 1430-4 (2015).
- Tapasztalatok a megtermékenyítőképesség támogatásáról férfi-női nem-funkcionális meddőség esetén. MATT, VIII. kongr., 40-41 (2014)
- Synthesis, structure, and activities of an oral mucosal alpha-defensin from rhesus macaque. J Biol Chem. 283(51), 35869-77 (2008)
- Microbicidal properties and cytocidal selectivity of rhesus macaque theta defensins. Antimicrob Agents Chemother. 52(3(, 944-53 (2008)
- A cyclic antimicrobial peptide produced in primate leukocytes by the ligation of two truncated alpha-defensins. Science, 286, 498-502 (1999)
- Therapeutic applications of somatostatin analogues. Exp. Opin. Ther. Pat. 8, 855-870 (1998).
- Lanthionine-somatostatin analogs: Synthesis, characterization, biological activity and metabolic stability. J. Med. Chem. 40, 2241-2251 (1997)
- A facile synthesis of orthogonally protected stereoisomeric lanthionines by regioselective ring opening of serine beta-lactone derivatives. J. Org. Chem. (1995) 60, 2956.
- A New Application of PCOR Methodology: Preparation of Lanthionine Peptides. J. Chem. Soc., Chem. Commun. (1994) 1599.
- Investigation of the role of His200 in hydratase and esterase activities of human carbonic anhydrase-I. Protein Engineering (1993) 6 Suppl., 47.
- Multicyclic polypeptide model compounds 2. Synthesis and conformational properties of a highly alfa-helical uncosapeptide constrained by three side-chain to side-chain lactam bridges. J. Am. Chem. Soc. (1992) 114, 6966.
- Determining the functional conformations of biologically active peptides. Acc. Chem. Res. (1990) 23, 338.
- Synthesis of N-(phosphonoacetyl)-dipeptide derivatives and evaluation of their antihypertensive activity. Die Pharmazie (1990) 45, 666.

## Szakmai kitüntetések
- Fiatal Gyógyszerkutatói Díj (Chinoin 1984, 1986)
- Collegium Fellowship Award (USA, 1994)

## Tudományos egyesületi tagságok
- American Chemical Society
- New York Academy of Sciences
- Magyar Nőorvos Társaság
- Professzorok Batthyány Köre[6]